# Leptophion longiventris
Leptophion longiventris är en stekelart som beskrevs av Cameron 1901. Leptophion longiventris ingår i släktet Leptophion och familjen brokparasitsteklar. Inga underarter finns listade i Catalogue of Life.